# Panyabungan I
Panyabungan I is een bestuurslaag in het regentschap Mandailing Natal van de provincie Noord-Sumatra, Indonesië. Panyabungan I telt 800 inwoners (volkstelling 2010).